# Ourapteryx brachycera
Ourapteryx brachycera är en fjärilsart som beskrevs av Eugen Wehrli 1939. Ourapteryx brachycera ingår i släktet Ourapteryx och familjen mätare. Inga underarter finns listade i Catalogue of Life.